# Nena Venetsanou

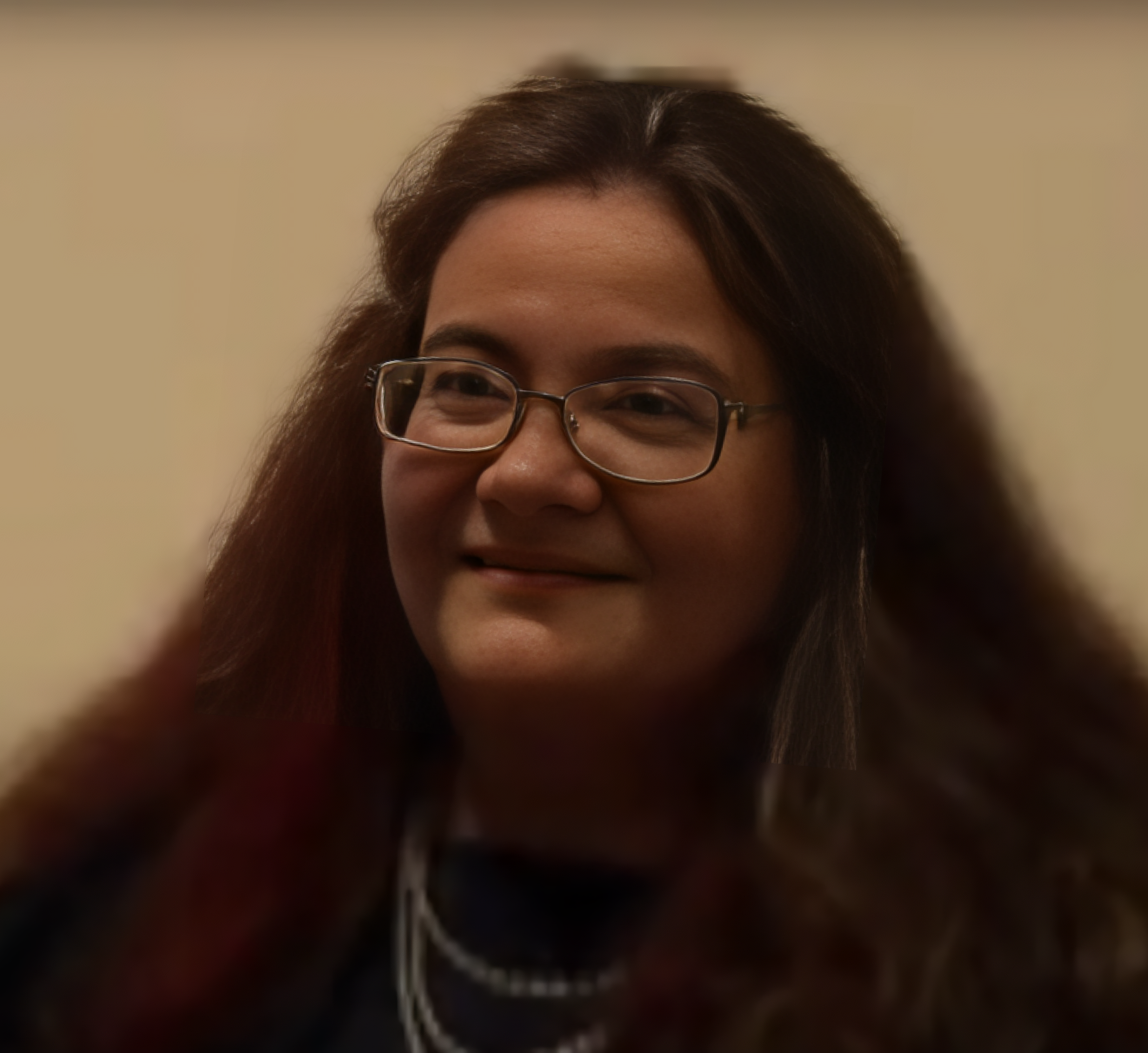
Nena Venetsanou

Nena Venetsanou (griechisch Νένα Βενετσάνου; * 1955 in Athen) ist eine Sängerin zeitgenössischer griechischer Lieder.

## Leben und Karriere
1973 ging Nena Venetsanou nach Frankreich, um Kunstgeschichte in Besançon zu studieren. Anschließend nahm sie in Paris Gesangsunterricht bei Irma Kolássi. Nach ihrer Rückkehr nach Griechenland 1977 schloss sie sich der feministischen Bewegung an und schrieb ihre ersten Lieder.
Sie trat in Fernsehsendungen auf, gab ihre ersten Open-Air-Konzerte und unternahm eine zweijährige Konzerttournee mit dem Komponisten Christos Leontis. Nachdem sie einen Fernsehwettbewerb für junge Talente gewonnen hatte, holte sie Manos Hadjidakis in seine Rundfunksendung, der mit ihr auch bei Konzerten und Auftritten zusammenarbeitete.
In den folgenden Jahren machte sich Venetsanou einen Namen als Interpretin von Werken Mikis Theodorakis’. Sie arbeitete auch mit Musikern wie Yannis Ioannidis, Vassilis Tsabropoulos und Angélique Ionatos zusammen.

## Diskografie (Auswahl)
- 1991: Sappho De Mytilene, Komposition: Angélique Ionatos, Auvidis
- 1996: Icones
- 1998: Nena Venetsanou chante Manos Hadjidakis
- 2000: Zeibekiko
- 2002: The Face of Love, Musik von Calliope Tsoupaki mit Vassilis Tsabropoulos, Klavier
- 2004: Café Greco
- I Nena Venetsanou Tragouda Miki Theodoraki